# Михайлов, Александр Яковлевич (Герой Советского Союза)
Александр Яковлевич Миха́йлов (28 декабря 1921 — 10 января 1984) — командир батареи 1181-го зенитного артиллерийского полка (5-я зенитная артиллерийская дивизия, 7-я гвардейская армия, Степной фронт), полковник, Герой Советского Союза.

## Биография
Александр Яковлевич Михайлов родился 28 декабря 1921 года в деревне Рудово в семье рабочего.
Русский. Член КПСС с 1943 года.
Окончил среднюю школу. В Советской Армии с 1940 года. Окончил Бакинское училище зенитной артиллерии в 1941 году.
На фронте в Великую Отечественную войну с декабря 1941 года. Старший лейтенант Михайлов А. Я. отличился 25 сентября 1943 года в боях на переправе через реку Днепр.
После войны продолжал службу в армии. В 1957 окончил курсы усовершенствования офицерского состава. Служил командиром 244-го гвардейского Краснознаменного зенитного ракетного полка (Уфа). С 1970 года полковник Михайлов — в отставке. Избирался депутатом Верховного Совета БАССР шестого созыва от Иглинского избирательного округа № 91, Нуримановский промышленный район.
Жил в Уфе. Работал заместителем директора завода резиновых технических изделий имени М. В. Фрунзе.
Умер 10 января 1984 года. Похоронен на Южном кладбище в Уфе.

## Подвиг
«Командир батареи 1181-го зенитного артиллерийского полка (5-я зенитная артиллерийская дивизия, 7-я гвардейская армия, Степной фронт) старший лейтенант Михайлов, переправляясь 25.9.1943 через Днепр, огнём зенитной батареи с парома отразил налёт фашистских самолётов, чем обеспечил преодоление реки другими подразделениями. На плацдарме на окраине с. Бородаевка (Верхнеднепровский р-н Днепропетровской обл.) 4 суток отражал налёты групп бомбардировщиков противника, прикрывая переправу наших войск. Батарея сбила 9 самолётов противника».
Звание Героя Советского Союза присвоено 26 октября 1943 года.

## Награды
- Медаль «Золотая Звезда» Героя Советского Союза (26.10.1943)[2].
- Орден Ленина.
- Орден Красного Знамени.
- Орден Александра Невского (29.04.1945)[3].
- Четыре ордена Красной Звезды (28.07.1943)[4].
- Медали.